# Sporée

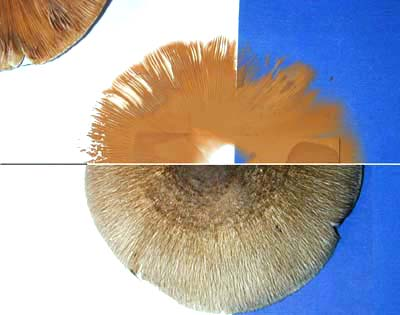
Du chapeau (photo du bas) du champignon Volvariella volvacea, tombent à maturité des spores. L'empreinte de spores sur une feuille de papier est recueillie après 24h (photo du haut).

La sporée est un amas ou dépôt de spores d'un champignon « supérieur » tombant à maturité du chapeau du sporophore.

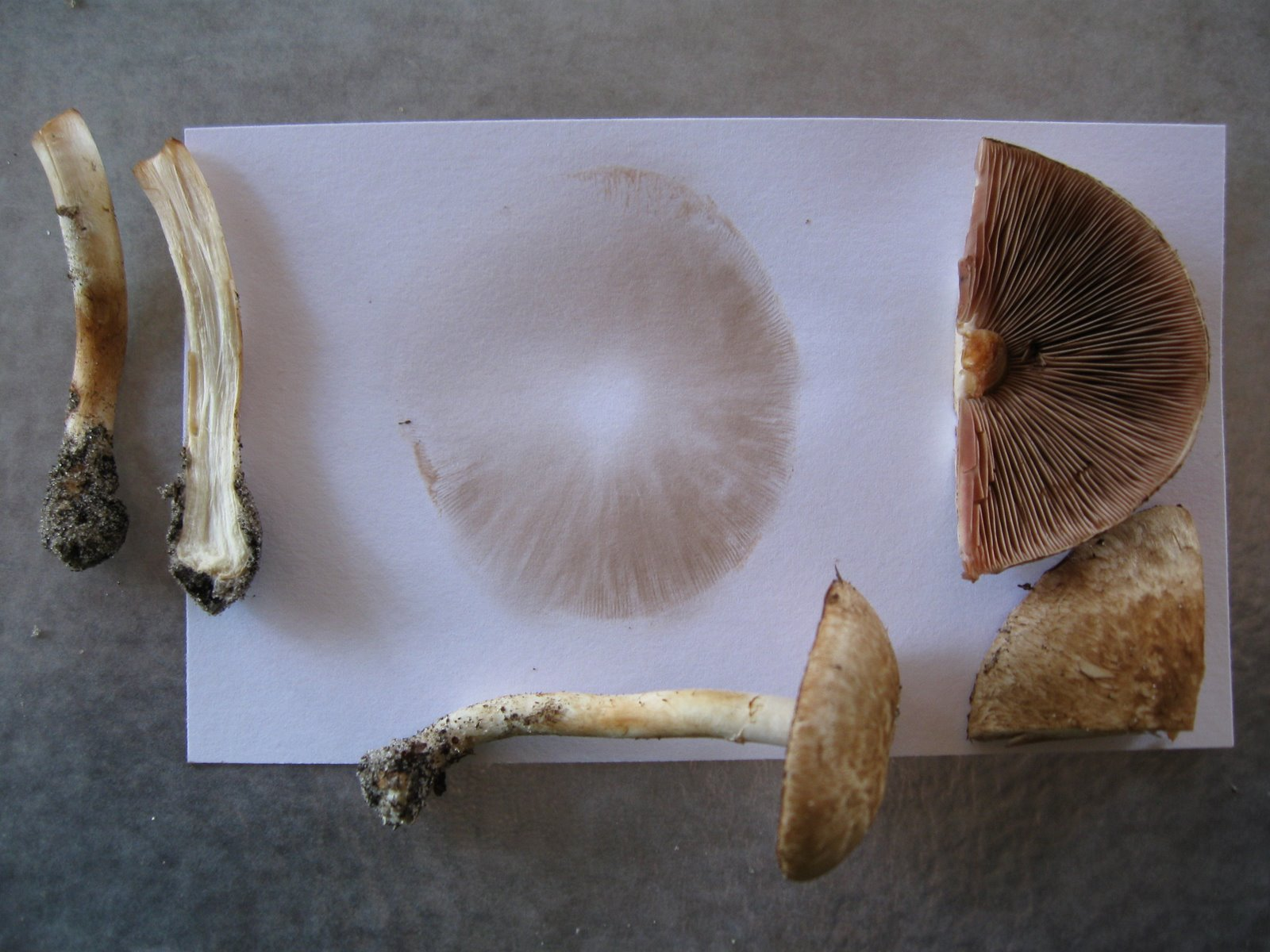
Sporée et coupes de l’.

## Historique
Historiquement, dans son traité Synopsis methodica fungorum publié en 1801, le mycologue sud-africain Christiaan Hendrik Persoon propose une classification des champignons sur des bases à la fois de mode de reproduction et de morphologie fine. En 1805, les mycologues Johannes Baptista von Albertini et Lewis David von Schweinitz proposent la couleur de la sporée comme critère de distinction de base. La couleur de la sporée est ainsi très utilisée au XIXe siècle et reste aujourd'hui un des caractères essentiels à la détermination de la famille, du genre, et plus rarement de l'espèce du champignon étudié (par exemple coloration des sporées utilisée dans les clés de détermination chez les Agaricomycetes).

## Mécanisme
Lorsque les spores atteignent le stade final de leur mûrissement, elles sont projetées au dehors du sporophore par des dispositifs variés de sporulation (conidiophores, périthèces, apothécies, pycnides).

## Applications
Les spores fongiques ont une taille variant de 3 à 20 micromètres et ne peuvent donc être observées qu'au microscope optique. Toutefois, on peut apercevoir à l'œil nu la sporée en déposant à plat le chapeau recouvert d'un bol ou d'un autre récipient pour éviter les courants d'air : l'empreinte de spores obtenue en quelques heures sur un papier blanc, bleu ou noir, ou mieux sur un plastique transparent ou sur une plaque de verre (dispositif qui permet au mycologue de passer sa micro-préparation à l'analyse microscopique), permet d'en apprécier la couleur (ce caractère, avec la teinte et la forme de la sporée, ainsi que la structure des spores, étant très utile pour la détermination de la famille, du genre, voire de l'espèce du champignon étudié) et la sporulation (nombre de spores évalués par dilution de la sporée et dénombrement dans un hématimètre). La sporée permet aussi de cultiver le mycélium du champignon.

### Couleur de la sporée

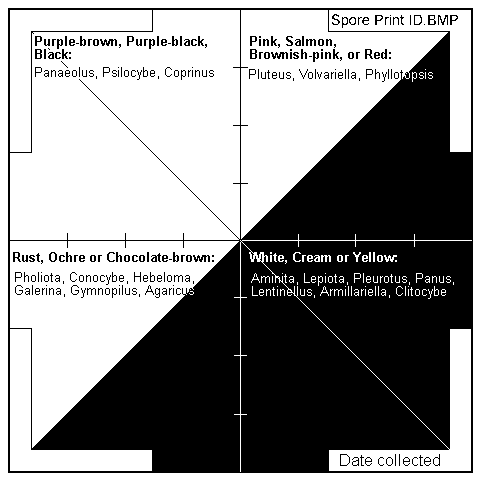
Un « en » aide à l'identification du genre du champignon.

Le tableau ci-dessous présente les couleurs les plus courantes :
| sporée violacée à noire (champignons mélanosporés) | sporée blanche (champignons leucosporés)          | sporée brun pourpre à pourpre foncé (champignons lanthinosporés) | sporée jaune |
| sporée olive                                       | sporée rose à brun rose (champignons rhodosporés) | sporée ocre (champignons ochrosporés)                            |              |

Les champignons à sporée blanche sont les plus nombreux (amanites, lépiotes, tricholomes, clitocybes, etc.). Les mycologues distinguent également les champignons à sporée rose (entolomes, plutées, volvaires, etc.), brune (cortinaires, hébélomes, inocybes, etc.), brun-violet à sépia (strophaires, hypholomes, psilocybes, psathyrelles, agarics, etc.), et noire (coprins, panéoles, etc.).

## Records
Les productions journalières de spores se chiffrent en millions, voire en milliards. Un seul chapeau du coprin ou du champignon de Paris peut expulser jusqu'à 3 milliards de spores par jour, soit plus de 30 000 spores par seconde. Le rosé des prés en laisse échapper 40 millions par heure, soit près de 2 milliards pendant toute sa période reproductive. De-Wei Li a calculé qu'un sporophore de Vesse-de-loup géante mesurant 38,5 × 37 × 22,5 cm produit 5 000 milliards de spores, ce qui en fait le champion dans son domaine. Le mycologue David Arora (en) a réalisé l'expérience de pensée suivante : en mettant côte à côte les milliers de milliards de spores (faisant une taille moyenne de 8 μm) produites annuellement par le Polypore aplani, leur chaîne de 40 000 km encerclerait la Terre.